# Östra begravningsplatsen i Kristianstad
Östra begravningsplatsen i Kristianstad är Kristianstads största begravningsplats.

## Historik
Begravningsplatsen invigdes 1880 efter att stadsfullmäktige beslutat att en ny begravningsplats skulle tas i bruk, Arkitekten som ritade kyrkogården var dåvarande stadsingenjören Ludvig Hammar. Han fick anpassa begravningsplatsen till angiven gränsdragning och ritade planteringar av trädkransen och häckpartier. Han ritade även kapellet vartill medel hade donerats av Otto Ericsson. 1884 beslutade kyrkorådet att antaga Ludvig Hammars ritningar och 1885 uppfördes ett kapellet av byggmästare P Petrén. Huvuddragen i strukturen finns kvar än idag. Östra begravningsplatsen har många arter av äldre träd. Lindar, hästkastanjer ekar, bokar och björkar ger ett lummigt intryck. Buskar i rader och blomsterrabatter ger former på kyrkogården. Träden står också i formationer, i rader och som alléer och en cirkel mitt i norra delen. Begravningsplatsen har också höjdskillnader. Området i nordöst är högre liksom söder om minneslunden. Östra Begravningsplatsen har utvidgats i flera omgångar 1909, 1918 och 1953. Begravningsplatsens minneslund skapades 1977. Minneslunden har en skulptur av konstnären Folke Truedsson som är född i Kristianstad. Verket har döpts av konstnären till ”Minnesstenen”. Nya begravningsseder ledde till att en askgravlund invigdes år 2018.
1935 överlämnade laboratorietomten som omfattade 6 490 m2 av Wendes artilleriregemente till staden. Byggnaderna på tomten beslöt man riva. Frågan om att uppföra ett krematorium med tillhörande kapell började diskuteras. Länsarkitekten Nils A. Blanck framlade 1936 sitt förslag beräknat till en kostnad av 95 500 kr. Dock protesterades mot att krematoriet skulle byggas på laboratorietomten och i september 1937 föreslogs istället att krematoriet skulle byggas på begravningsplatsens sydöstra del. 1938 fattades beslut om en arkitekttävling mellan tre arkitekter på förslag på krematoriebyggnad och urnlund på laboratorietomten. Arkitekter var länsarkitekt N. A. Blanck, arkitekt B. Bergström, Stockholm och arkitekt H. Kockum, Stockholm. Byggnadsrådet Ragnar Hjort skulle bedöma förslagen. I december granskas förslagen.
Förslaget Ps. 102 upprättat av arkitekt Herbert Kockum förordades av Hjort. De slutgiltiga ritningarna är daterade dem 20 juli 1939 och godkändes av Kungliga Byggnadsstyrelsen. Krematoriebyggnaden uppfördes 1940. I samband med de slutgiltiga ritningarnas dyker namnet H. Wadensjö upp. Kyrkorådet ger Wadensjö i uppdrag att planera för begravningsplatsens iordningställande. Denna plan är färdig 1940 och bestämmer krematoriets placering samt hur områdena väster och söder vid byggnaden ska gestaltas. Wadensjö föreslog en häck utmed gränsen mot Sjöcronas gata. Infarten i riktning mot krematoriet skulle markerad av en mur. Muren uppfördes aldrig. Muren av ljus kalksten från Västergötland som finns vid infarten uppfördes efter ritningar av Martin Krook. Murmaterialet valdes för att anknyta till den ljusfärgade krematoriebyggnaden. En klocka hängdes upp i det nya kapellet men flyttades till en klockstapel 1961.
Ett flertal ingångar leder in på platsen. En pampigare ingång finns i nordvästra delen där en halvmåneformad trappa tar besökarna upp till grindarna till kyrkogården. Platsen är en fridfull och är utrustad med många bänkar utplacerade över hela ytan. Den asfalterad gången som leder genom området används också som promenadstråk. Området är en grön miljö med värden för människor och den biologiska mångfalden. Träden har försetts med fågelholkar. En andra skulptur, Korset också av Folke Truedsson står i nordöstra delen. Kristianstads nuvarande krematorium på Östra begravningsplatsen ska byggas om med tillbyggnad.
Krematoriet från 1940 är gammalt och slitet och drabbas av driftstopp.Krematoriets fick en ny ugn 2005. Kapaciteten är bara 1500 kremeringar per år. Befolkningen ökning och färre krematorier' och att fler avlidna väljer att kremeras. Det nya krematoriet får två ugnar med en kapacitet på 3000 kremationer per år. Bygget startade i april 2021 ska var klart 2023.

### Det gamla kapellet
Kapellet byggdes med mörkt tegel och hade cementdekorer. Efter att krematoriet tillkommit på begravningsplatsen under 1942 blev det gamla kapellet överflödigt. I maj 1946 anmärker lektor Elmgren att kapellet på den äldsta delen av begravningsplatsen är i dåligt skick och bör rivas. Det var i dåligt skick och har sedan blivit rivit. Det dröjer till 1952, innan en närmare syn av platsen kom till utförande. Då föreslås platsen förändras genom att träden runt kapellet beskärs och vissa delar huggs ner. 1953 fick trädgårdsarkitekten Martin Krook att komma med förslag för kapellplatsens ordnande sedan kapellet rivits. Förslaget godkändes och kom till utförande och gamla kapellets korsformade grund behölls och ramar in en springbrunn med planteringar av ettåriga örter runt som också omges av kalkstensbelagda gångar.

### Begravningsplatsen värde
Skriften Östra Begravningsplatsen,Kristianstad. Dokumentation, 2006 ger en beskrivning av gravplatsen historia, utformning, gravvårdar och utformning och även av biologiska och sociala värden. Kyrkogårdshistoriskt värde beskrivs i detalj. Östra begravningsplatsen symmetriska anläggning med stora kvarter och raka gång- och vägnät speglar det sena 1800-talets massproducerade gravvårdar med staket av järn och sten, framförallt granit. Utvidgningarna har fortsatt med denna grundstruktur men lämnar ändå avläsbara årsringar. Massproduktionens präglar gravvårdarna allt mera och stränga utformningsbestämmelserna minskar variationsrikedomen. Vegetationen och planteringar förenklas med gräsbesådda ytor och häckplanteringar som rygghäckar bakom gravarna. När eldbegängelsen blev vanligare under 1900-talets början minskar gravplatsernas storlek och lutande eller liggande gravstenar blir vanligare. Behov av ett krematorium uppkommer.
Kristianstad stads historia som residens-, hovrätts- och garnisonsstad ger gravplatsen ett socialhistoriskt värde. Gravarna in på 1900-talet speglar ett markerat klassindelat samhälle. Spår av detta finns inte i den förväntade graden. De mest påkostade gravplatserna ligger mest utmed kyrkogårdens huvudgångar men inuti gravkvarteren är de sociala klasserna blandade. Det är de större gravvårdarna som har bevarats från begravningsplatsens äldsta period medan små gravar med minnesmärken av trä har försvunnit. På nya delar är denna sociala indelning mindre påtaglig men finns ännu på 1940-talets kvarter kring krematoriet. Titlar är spridda över alla samhällsklasser och här finns hantverks-, militär och ämbetsmannatitlar. Skillnaden mellan män och kvinnor är stor där bara några få kvinnliga yrkestitlar förekommer. Kvinnor nämns med namn eller som hustru eller maka Ofta förekommer kvinnliga flicknamn på gravvårdarna. Kanske ett sätt att visa samhället hennes börd i samhället. En fåtal gravvårdar har personhistoriska intresse. Personer av betydelse för staden Kristianstad. Några litterära och konsthistoriska personer med personhistoriskt intresse finns begravda.